# Accipiter brachyurus
El gavilancito de Nueva Bretaña o azor chico de Nueva Bretaña (Accipiter brachyurus) es una especie de ave accipitriforme de la familia Accipitridae.
Es originaria de Papúa Nueva Guinea, Nueva Bretaña y Nueva Irlanda.
Es un ave muy rara, se estima que la población es solo de entre 1000 y 2499 aves. La principal amenaza para la supervivencia de esta especie es la destrucción del hábitat que ha llevado a la disminución de las aves en los bosques de tierras bajas. La tala de los bosques en las islas pequeñas. No se conoce que se hayan tomado medidas de conservación, sin embargo, se ha propuesto que se realicen estudios para evaluar el tamaño de la población y observar los nidos, así como para trazar el bosque restante. 